# Sport Club Jaraguá
O Sport Club Jaraguá (conhecido como Jaraguá e Sport Jaraguá, de monogramo SCJ) é um clube de futebol brasileiro com sede em Jaraguá do Sul, no estado de Santa Catarina. Fundado em 15 de abril de 2008, o Jaraguá tem como cores o preto, vermelho e o amarelo e seu mascote é um leão.

## História
O Sport Club Jaraguá nasceu inicialmente com o nome de: Associação Catarinense de Futebol Arte, quando foi fundado em 15 de abril de 2008, e no dia 25 de março de 2011, passou a ser chamado pelo nome atual. O clube iniciou suas atividades com o intuito de trabalhar com atletas da região, com idade de categorias de base. Com o passar do tempo a base foi se estruturando, parcerias foram sendo firmadas com outros clubes e empresários e, no ano de 2011, um novo clube de futebol profissional foi lançado no futebol catarinense.

O Sport Club Jaraguá possui as cores preto, vermelho e amarelo, devido a forte imigração alemã da região. Sua estreia em competições oficiais, ocorreu na disputa da Divisão de Acesso do Campeonato Catarinense de 2011, quando terminou a competição como vice-campeão.